# Cshongdan
Cshongdan (hangul: 청단군, Cshongdan-kun, handzsa: 靑丹郡, RR: Ch'ŏngdan-kun, ’délkeleti (település)’) megye Észak-Koreában, Dél-Hvanghe (Hwanghae) tartományban. 1952-ben hozták létre Pjokszong (Pyŏksŏng) részeiből és emelték megyei rangra.

## Földrajza
Nyugatról Hedzsu (Haeju), északról Sinvon (Sinwŏn) és Pongcshon (Pongch'ŏn) és az Észak-Hvanghe (Hwanghae) tartománybeli Rinszan (Rinsan), keletről Jonan (Yŏnan) megye, délről a Sárga-tenger (Nyugati-tenger) határolja.
Legmagasabb pontja a 496 méter magas Undalszan (운달산; 雲達山, Undalsan).

## Közigazgatása
1 községből (up (ŭp)), 22 faluból (ri (ri)) és 1 munkásnegyedből (rodongdzsagu (rodongjagu)) áll:
| - Cshongdan-up (청단읍; 靑丹邑, Ch'ŏngdan-ŭp) - Sinhung-rodongdzsagu (신흥로동자구; 新興勞動者區, Sinhŭng-rodongjagu) - Kalszan-ri (갈산리; 葛山里, Kalsan-ri) - Kuvol-ri (구월리; 龜月里, Kuwŏl-ri) - Kumhak-ri (금학리; 錦鶴里, Kŭmhak-ri) - Namcshon-ri (남촌리; 南村里, Namch'on-ri) - Tephung-ri (대풍리; 大豊里, Taep'ung-ri) - Toktal-ri (덕달리; 德達里, Tŏktal-ri) - Tongde-ri (동대리; 東大里, Tongdae-ri) - Rjongpho-ri (룡포리; 龍浦里, Ryongp'o-ri) - Marjong-ri (마룡리; 馬龍里, Maryong-ri) - Szamdzsong-ri (삼정리; 三井里, Samjŏng-ri) | - Szodzsong-ri (소정리; 蘇井里, Sojŏng-ri) - Sinszeng-ri (신생리; 新生里, Sinsaeng-ri) - Sinphung-ri (신풍리; 新豊里, Sinp'ung-ri) - Simphjong-ri (심평리; 深坪里, Simp'yŏng-ri) - Janghva-ri (양화리; 陽和里, Yanghwa-ri) - Jongszan-ri (영산리; 迎山里, Yŏngsan-ri) - Ungok-ri (운곡리; 雲谷里, Un'gok-ri) - Cshongdzsong-ri (청정리; 淸井里, Ch'ŏngjŏng-ri) - Cshilbong-ri (칠봉리; 七峯里, Ch'ilbong-ri) - Hvaszan-ri (화산리; 花山里, Hwasan-ri) - Hvajang-ri (화양리; 花陽里, Hwayang-ri) - Hungszan-ri (흥산리; 興山里, Hŭngsan-ri) |

## Gazdaság
Cshongdan (Ch'ŏngdan) megye gazdasága főként mezőgazdaságra, azon belül búzatermesztésre és állattenyésztésre épül.

## Oktatás
Cshongdan (Ch'ŏngdan) megye, kb. 60 oktatási intézménynek, köztük számos általános és középiskolának ad otthont.

## Egészségügy
A megye számos egészségügyi intézménnyel rendelkezik, köztük 1 megyei és kb. 20 helyi kórházzal.

## Közlekedés
A megye közutakon a szomszédos helységek felől közelíthető meg. A megye vasúti kapcsolattal rendelkezik, a Pecshon (Paech'ŏn) vonal része.